# Coucou de Chine
Hierococcyx hyperythrus
Espèce
Synonymes
- Cuculus hyperythrus

Statut de conservation UICN

 LC  : Préoccupation mineure
Le Coucou de Chine (Hierococcyx hyperythrus) est une espèce de coucous, oiseaux de la famille des Cuculidae. C'est une espèce monotypique (non subdivisée en sous-espèces), considérée par certains auteurs comme une sous-espèce de Hierococcyx fugax.

## Répartition
Son aire de nidification s'étend sur l'Extrême-Orient russe, la Chine du nord-est, la Corée et le Japon. Ses zones d'hivernage s'étend sur la Chine méridionale et l'Asie du Sud-Est.